# Mushishi (film)
Pour plus de détails, voir Fiche technique et Distribution.
Mushishi (蟲師) est un film japonais réalisé par Katsuhiro Ōtomo, sorti en 2006.

## Synopsis
Yoki et sa mère se promènent à la montagne quand soudain, la falaise s'effondre. Yoki est le seul survivant et est recueilli par Nui, une experte en mushi, des créatures magiques. À ses côtés, Yoki apprend et se renomme Ginko, du nom d'un mushi qui ressemble à un poisson.

## Fiche technique
- Titre : Mushishi
- Titre original : 蟲師
- Réalisation : Katsuhiro Ōtomo
- Scénario : Sadayuki Murai et Katsuhiro Ōtomo d'après le manga Mushishi de Yuki Urushibara
- Musique : Kuniaki Haishima
- Photographie : Takahide Shibanushi
- Montage : Sôichi Ueno
- Production : Sunmin Park (producteur délégué)
- Société de production : Tohokushinsha Film Corporation
- Pays :  Japon
- Genre : Drame et fantastique
- Durée : 131 minutes
- Dates de sortie : 
  -  Italie : 8 septembre 2006 (Mostra de Venise)
  -  Japon : 24 mars 2007

## Distribution
- Joe Odagiri : Ginko
- Nao Ōmori : Nijirō
- Yū Aoi : Tanyu
- Makiko Kuno : la mère de Maho
- Reia Moriyama : Maho
- Hideyuki Inada : Yoki
- Makiko Esumi : Nui
- Baku Numata : le mari de Nui

## Distinctions
Le film a reçu le prix de la meilleure bande son et des meilleurs effets spéciaux au festival international du film de Catalogne et a été présenté en sélection officielle en compétition à la Mostra de Venise 2006.